# 에콰비사
에콰비사(스페인어: Ecuavisa)는 에콰도르의 텔레비전 채널이다.